# Bukkō-ji (Kyōto)

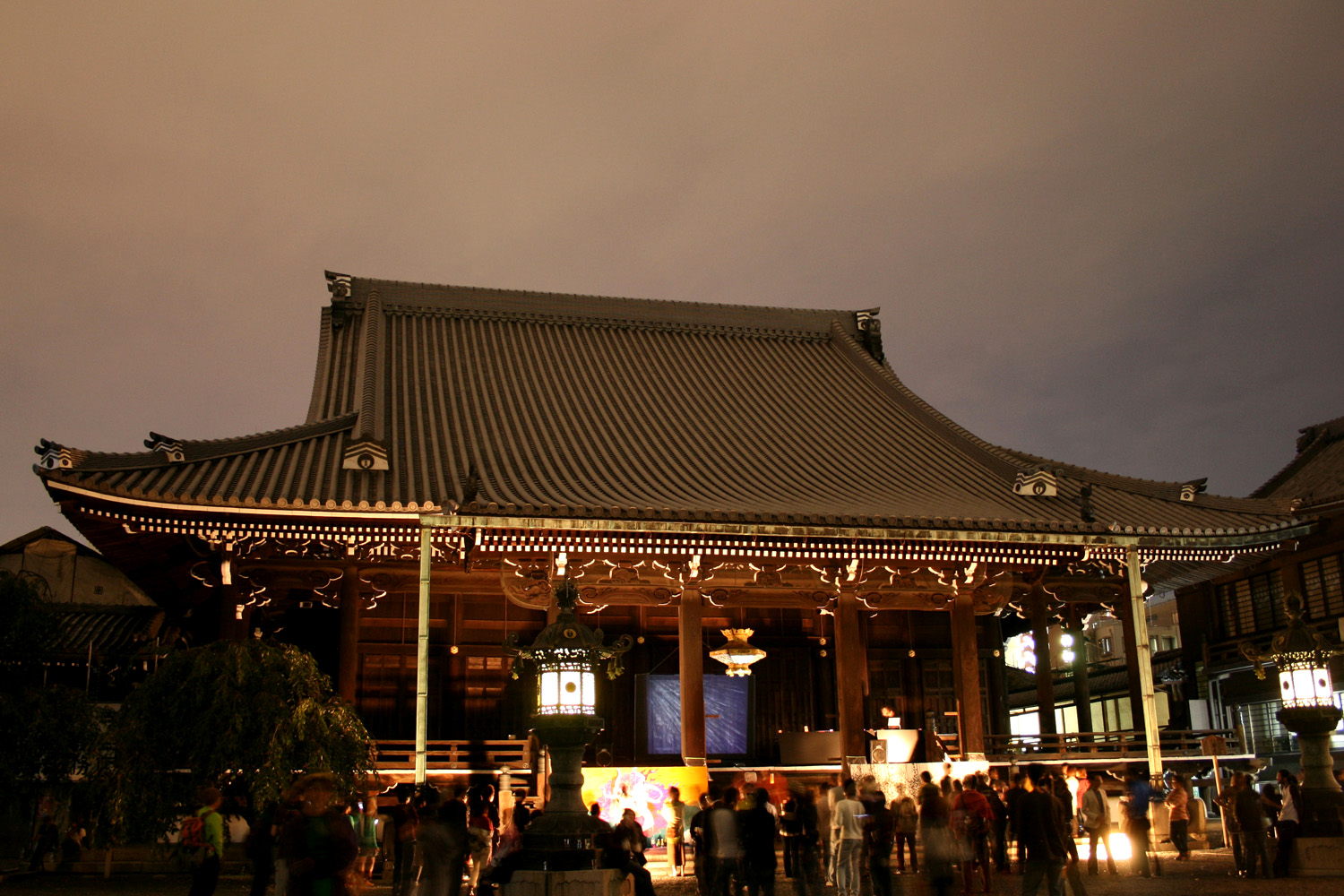
Miei-Halle bei Nacht

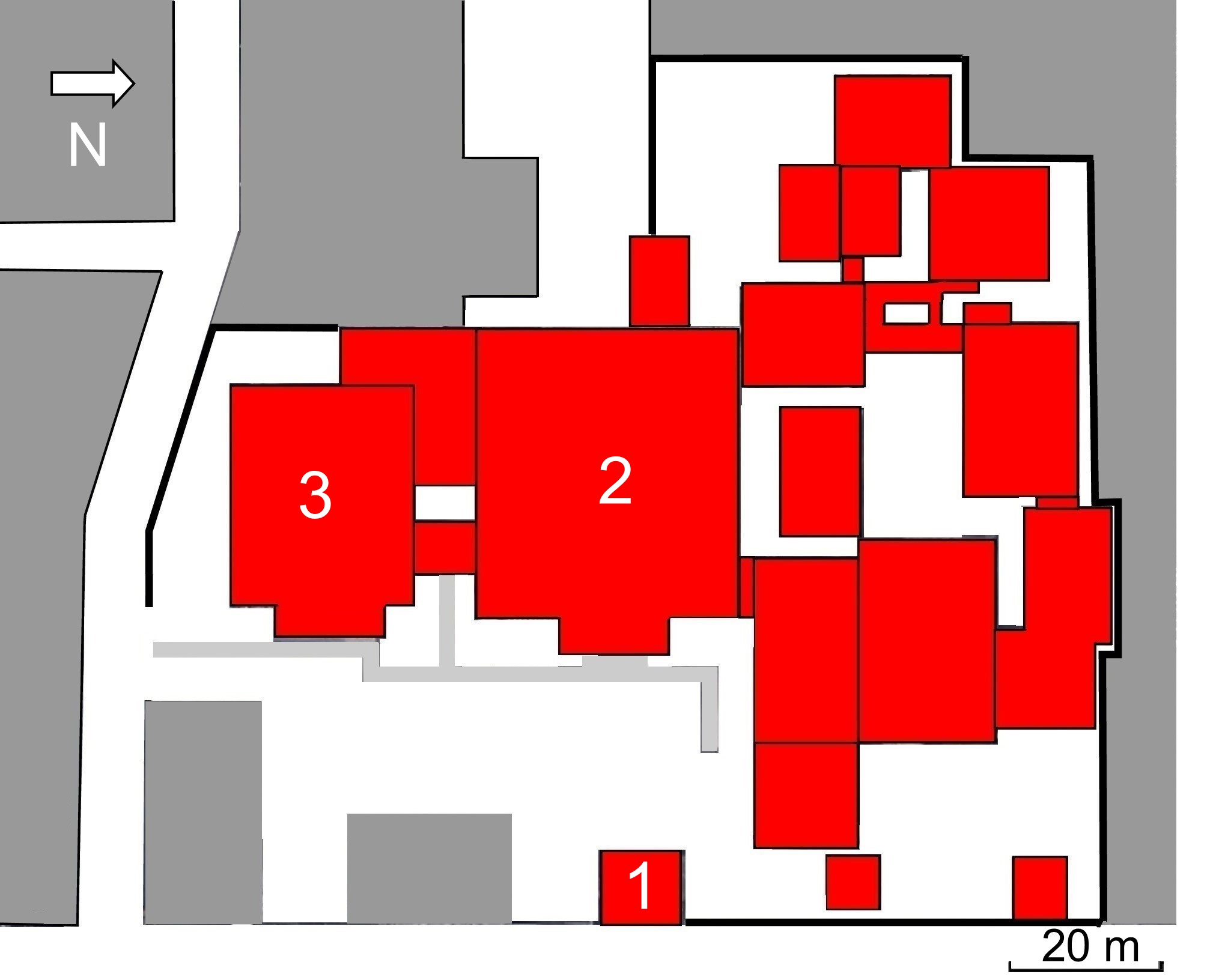
Plan des Tempels (s. Text)

Der Bukkō-ji (japanisch 佛光寺) mit dem Go Jūkoku-san (渋谷山, 汁谷山) ist ein Tempel des Bukkōji-Zweiges der Shingon-Richtung des Buddhismus in Kyōto.

## Geschichte
Der vertriebene Priester Shinran gründete, nachdem er aus der Provinz Echigo zurückkehrte, im Jahr 1212 diesen Tempel unter dem Namen Kōryūshōhō-ji (興隆正法寺) bzw. kurz Kōshō-ji (興正寺), und zwar zunächst in Higashino (東野) in der Ortschaft Yamashina. Während der Kamakura-Zeit soll der 7. Abt Ryōgen (了源) den Tempel nach Shibutani, einen Ortsteil von Higashiyama in Kyōto verlegt, und ihm den jetzigen Namen Bukkō-ji gegeben haben. Der Name soll von Kaiser Go-Daigo stammen, und zwar als Teil des Tempelnamens „Amida Bukkoji“ (阿弥陀仏光寺).
In der Muromachi-Zeit entwickelte sich der Tempel gut, aber in den Bürgerkriegszeiten fiel er, wie der Enryaku-ji, den Kämpfen zum Opfer und wurde zerstört. Im 18. Jahrhundert kam er zum Hongan-ji und erholte sich wieder. Als Toyotomi Hideyoshi 1586 für eine große Buddha-Skulptur den Hōkō-ji (方広寺) errichten ließ, wurde der Bukkō-ji an die Stelle des Gojōbō-Tor (五条坊門) verlegt, wo er sich noch heute befindet.
Beim Großen Temmei-Brand (天明の大火, Temmei no taika) 1788 und beim Aufstand am Hamaguri-Tor 1864, brannte der Tempel wieder ab. Die heutigen Gebäude stammen aus der Meiji-Zeit.

## Die Anlage
Ein Zutritt zum Tempel, der auf zwei Seiten von Häusern eingeschlossen wird, erfolgt von Osten durch das reich verzierte Tempeltor (山門, Sammon; 1). Voraus sieht man die Haupthalle aus dem Jahr 1884, hier Miei-Halle (御影堂, Hondō; 2) genannt, und links daneben die kleinere Amida-Halle (阿弥陀堂, Amida-dō; 3) von 1904. Dahinter erstrecken sich die Abt- und Mönchsgebäude.

## Schätze des Tempels
In der Amida-Halle befindet sich eine Skulptur (木造聖徳太子立像, Mokuzō Shōtoku taishi ritsuzō) aus Holz, die Prinz Shōtoku darstellt. Wie man aus Beigaben aus dem Inneren weiß, wurde die Skulptur im Jahr 1320 gefertigt, also aus der Zeit der Nord- und Südhöfe. Sie ist als Wichtiges Kulturgut Japans registriert. Man fand auch in Papier gewickelte Knochen des Priesters Ryōkai V. (了海), der zu den wichtigsten sechs Schülern Shinrans gehörte. Auch das farbig auf Papier gemalte Bild der „Unterweisung ersten Grades“ (紙本著色一流相承絵系図, Shihon chakushoku ichiryū sōshōkei zu) ist als Wichtiges Kulturgut registriert. Den Besitz teilt sich dieser Tempel mit dem Chōsei-in (長性院) in Kyōto.

## Bilder

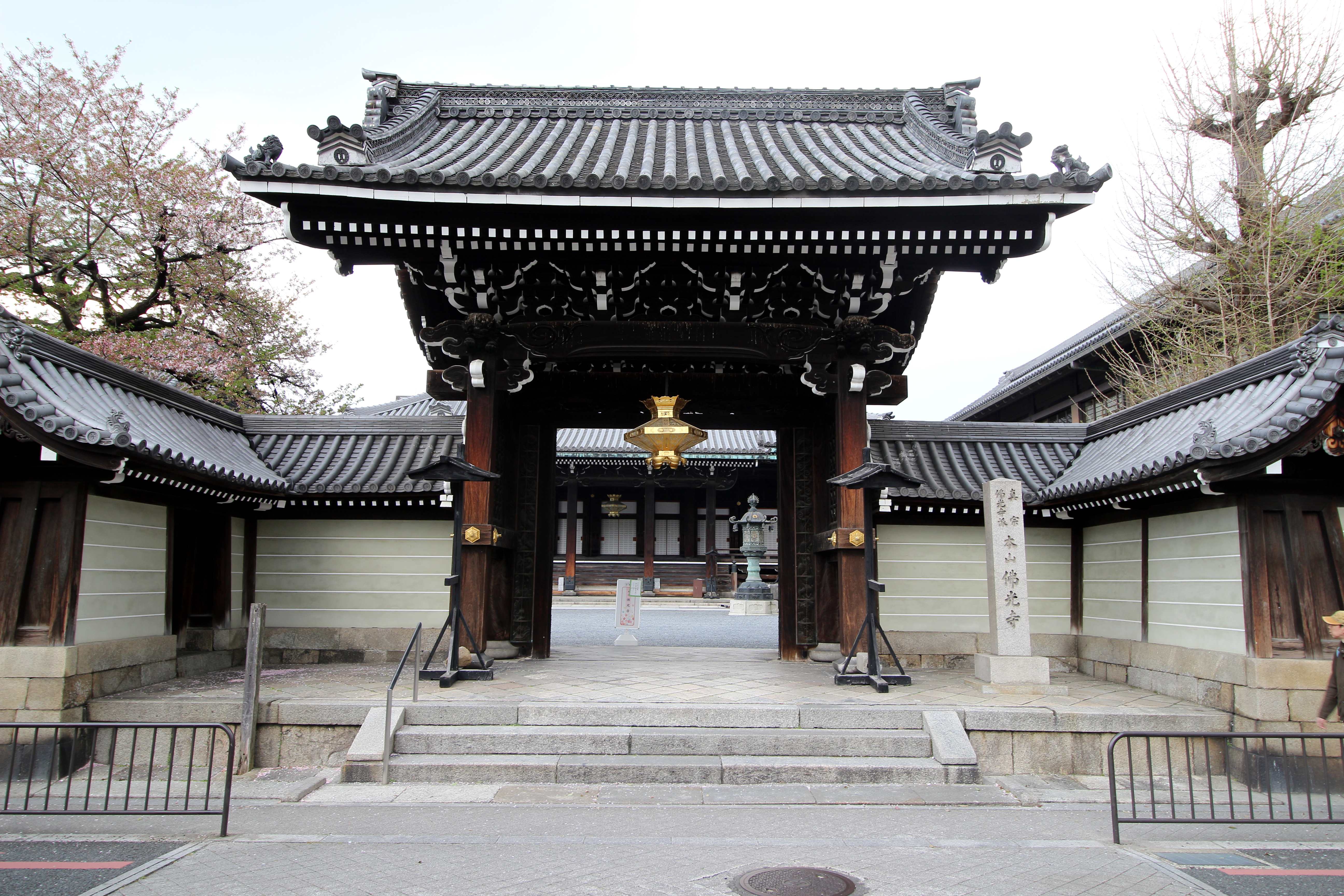
Tempeltor
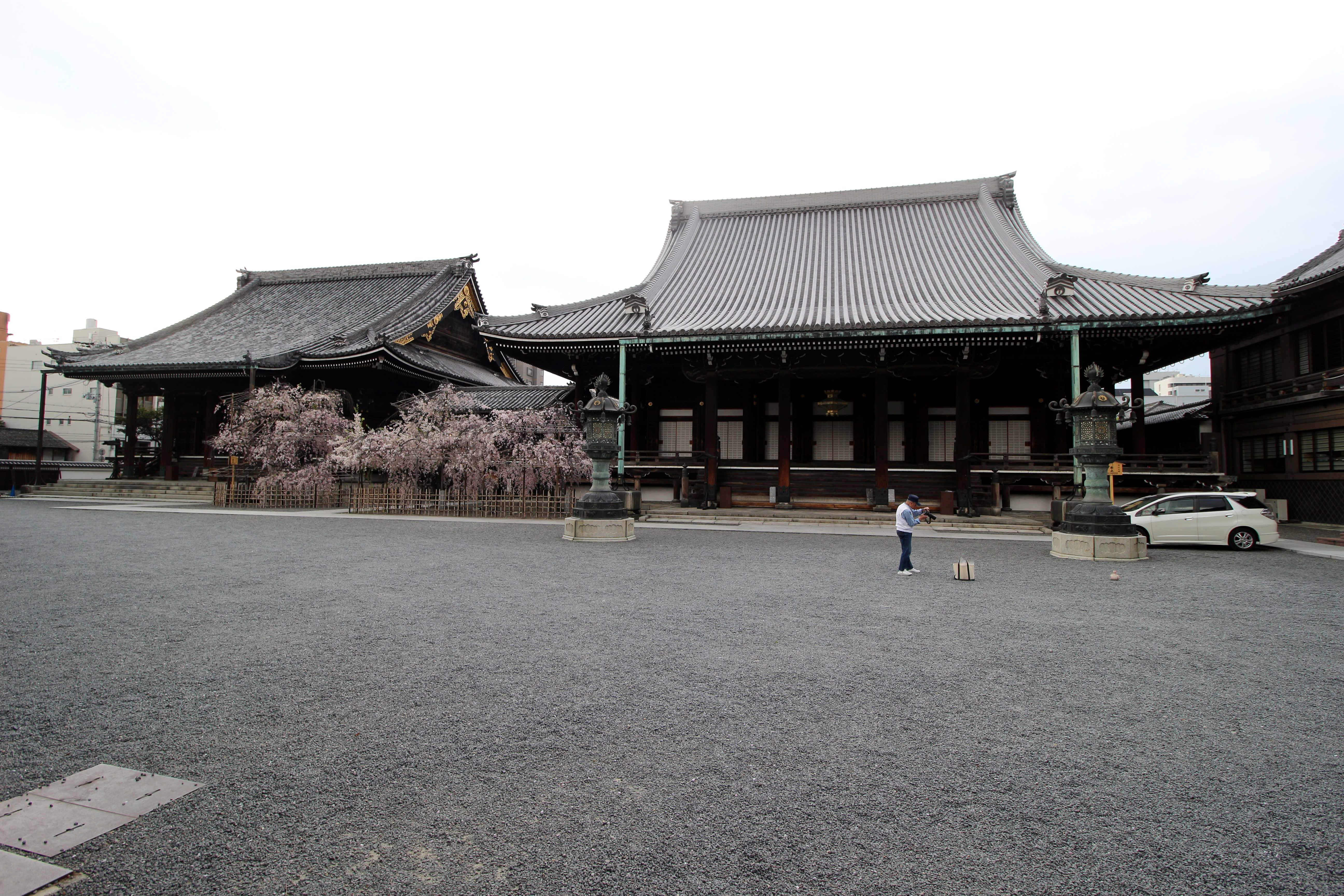
Miei-Halle rechts, Amida-Halle links
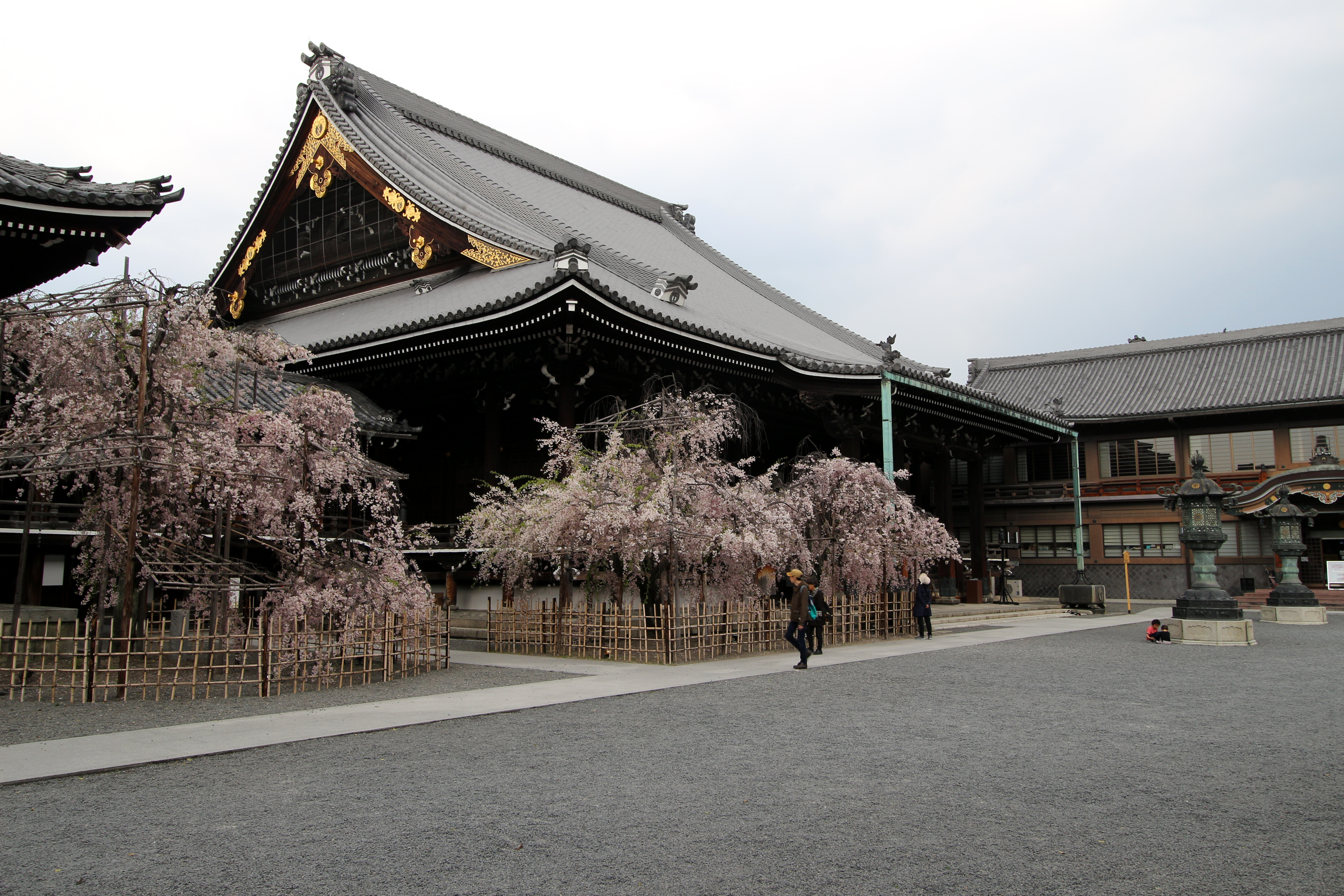
Miei-Halle
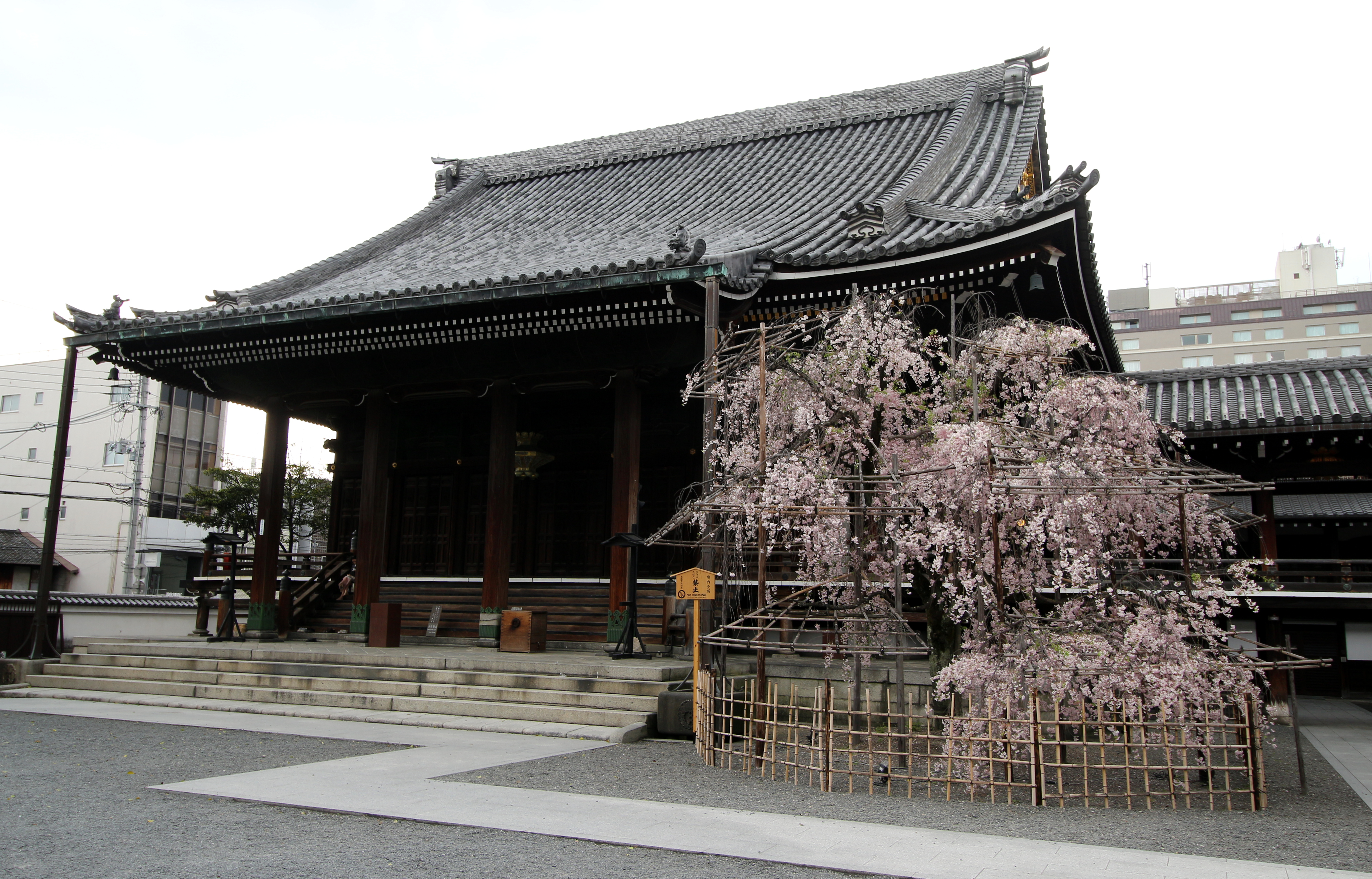
Amidahalle